# Czarna (gromada w powiecie ustrzyckim)
Czarna – dawna gromada, czyli najmniejsza jednostka podziału terytorialnego Polskiej Rzeczypospolitej Ludowej w latach 1954–1972.
Gromady, z gromadzkimi radami narodowymi (GRN) jako organami władzy najniższego stopnia na wsi, funkcjonowały od reformy reorganizującej administrację wiejską przeprowadzonej jesienią 1954 do momentu ich zniesienia z dniem 1 stycznia 1973, tym samym wypierając organizację gminną w latach 1954–1972.
Gromadę Czarna z siedzibą GRN w Czarnej (w obecnym brzmieniu Czarna Górna) utworzono – jako jedną z 8759 gromad na obszarze Polski – w powiecie ustrzyckim w woj. rzeszowskim na mocy uchwały nr 35/54 WRN w Rzeszowie z dnia 5 października 1954. W skład jednostki weszły obszary dotychczasowych gromad Czarna (bez obszaru PGR), Bystre, Lipie, Michniowiec, Żołobek i Rabe (bez przysiółka Zadwórze) ze zniesionej gminy Czarna w tymże powiecie. Dla gromady ustalono 15 członków gromadzkiej rady narodowej.
1 stycznia 1969 do gromady Czarna włączono obszar zniesionej gromady Polana (bez wsi Sokole) w tymże powiecie.
W 1971 roku gromada Czarna liczyła 1064 mieszkańców, zamieszkujących miejscowości: Bystre (33), Chrewt (21), Czarna Dolna (172), Czarna Górna (353), Lipie (98), Michniowiec (83), Paniszczów (0), Polana (134), Rabe (103), Rosochate (0), Rosolin (0), Serednie Małe (0), Sokołowa Wola (4), Tworylne (1), Wydrne (0) i Żłobek (62).
1 listopada 1972, w związku ze zniesieniem powiatu ustrzyckiego, gromada weszła w skład nowo utworzonego powiatu bieszczadzkiego w tymże województwie.
Gromada przetrwała do końca 1972 roku, czyli do kolejnej reformy gminnej. 1 stycznia 1973 – tym razem w powiecie bieszczadzkim – reaktywowano gminę Czarna.